# Leokadia Poczykowska
Leokadia Poczykowska (litauisch Leokadija Počikovska-Janušauskienė; * 24. September 1955 in der Oblast Grodno, Weißrussische SSR) ist eine litauische Politikerin polnischer Herkunft, ehemalige Bürgermeisterin und Vizeministerin. 

## Leben
1957 kam Poczykowska mit ihrer Familie nach Litauen. 1992 absolvierte sie das Diplomstudium an der Wirtschaftsfakultät der Vilniaus universitetas. Von 1995 bis 2004 war sie Bürgermeisterin der Rajongemeinde Vilnius. Von 2004 bis 2008 war sie Mitglied im Seimas. Von 2013 bis Juli 2014 war sie stellvertretende Landwirtschaftsministerin Litauens, Stellvertreterin von Vigilijus Jukna (* 1968) im Kabinett Butkevičius. Sie gelang er zur „Schwarzen Liste“ von der litauischen Präsidentin Dalia Grybauskaitė und sollte das Amt verlassen. Trotzdem wurde sie im August 2014 wieder zur Landwirtschaftsvizeministerin ernannt. Sie war Stellvertreterin von Virginija Baltraitienė (* 1958).
Seit 1995 ist Poczykowska Mitglied von Lietuvos lenkų rinkimų akcija, stellv. Vorsitzende.
Poczykowska ist verheiratet.

## Ehrung
- 2015: Ehrenbürgerin der Rajongemeinde Vilnius